# 卡洛維爾 (阿拉巴馬州)
卡洛維爾（英語：Carlowville）是一個位於美國阿拉巴馬州達拉斯縣的非建制地區。該地的面積和人口皆未知。

## 地理
卡洛維爾的座標為32°05′14″N 87°02′03″W / 32.08722°N 87.03416°W，而該地最高點為海拔高度110米（即361英尺）。